# جون جيمس سبيد
جون جيمس سبيد (بالإنجليزية: John James Speed)‏ هو سياسي أمريكي، ولد في 20 يوليو 1803، وتوفي في 15 يونيو 1867. انتخب عضو جمعية ولاية نيويورك.